# Kamenice (Konecchlumí)
Kamenice je vesnice, část obce Konecchlumí v okrese Jičín. Nachází se 1 km na severozápad od Konecchlumí. Prochází zde silnice I/35. V roce 2009 zde bylo evidováno 62 adres. V roce 2013 zde trvale žilo 100 obyvatel.
Kamenice leží v katastrálním území Kamenice u Konecchlumí o rozloze 3,23 km2.

## Historie
První písemná zmínka o obci pochází z roku 1320.

## Pamětihodnosti
- Sloup se sochou sv. Jana Nepomuckého

## Další fotografie

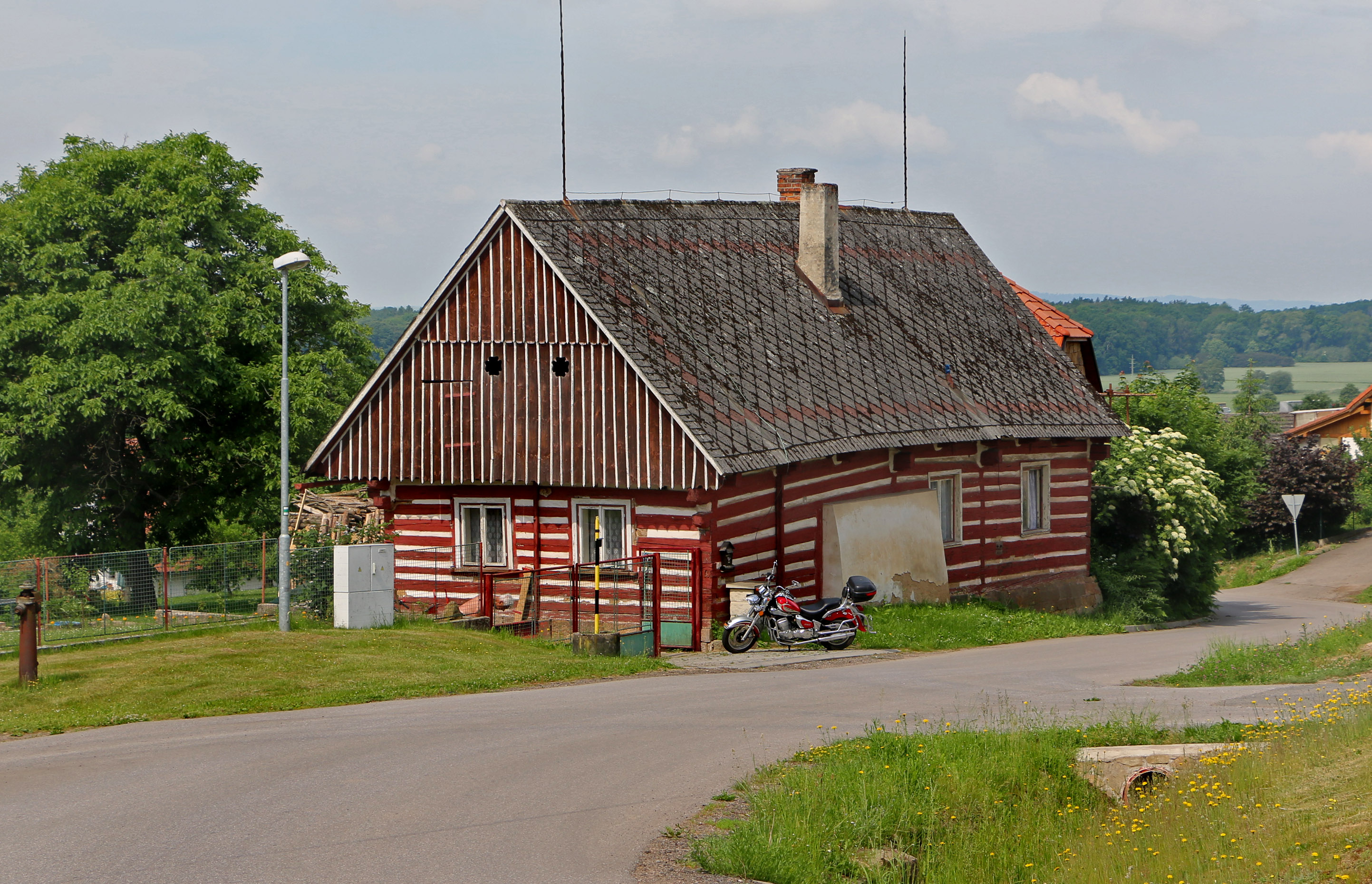
Roubenka na návsi
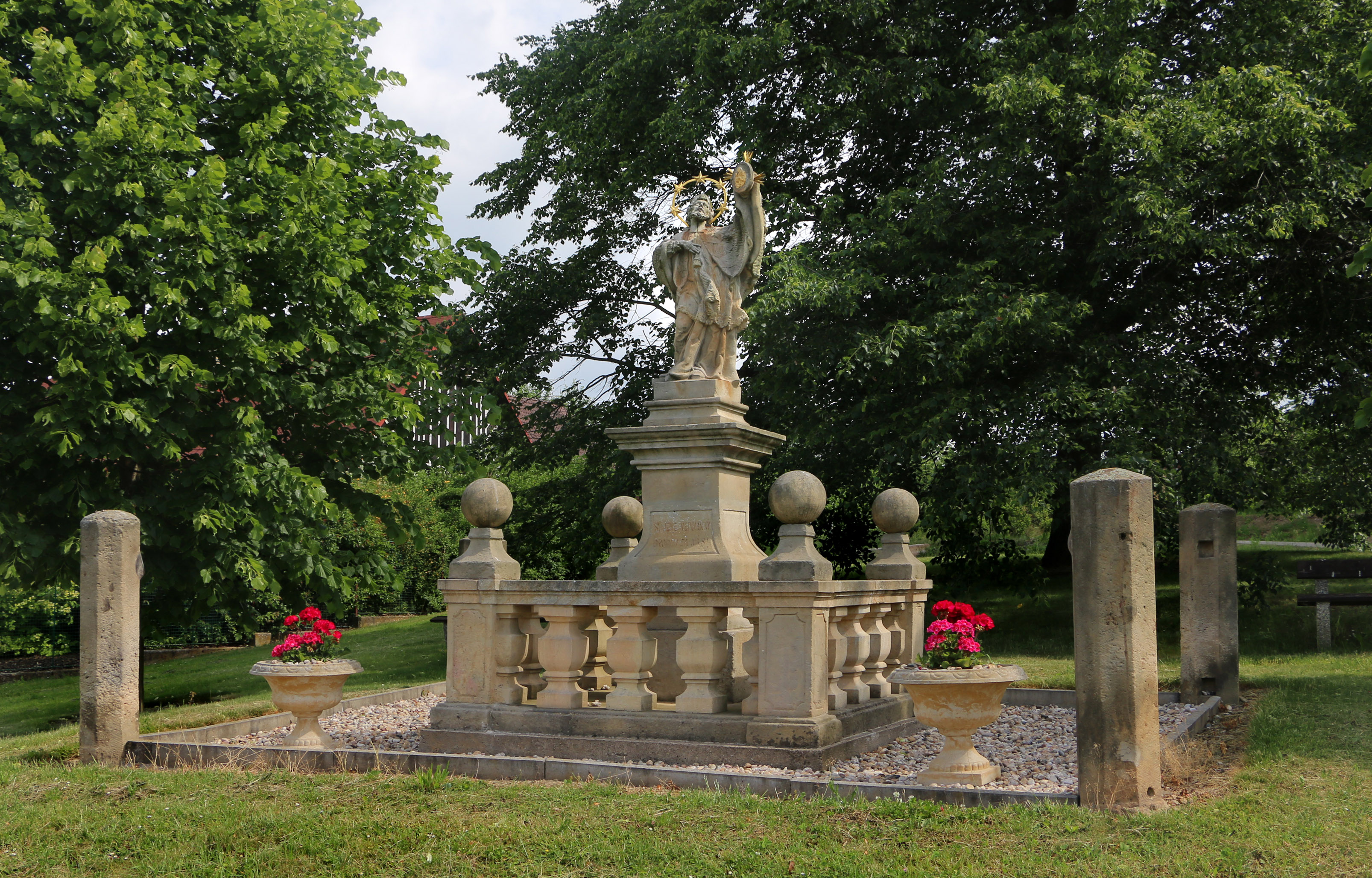
Socha sv. Jana Nepomuckého
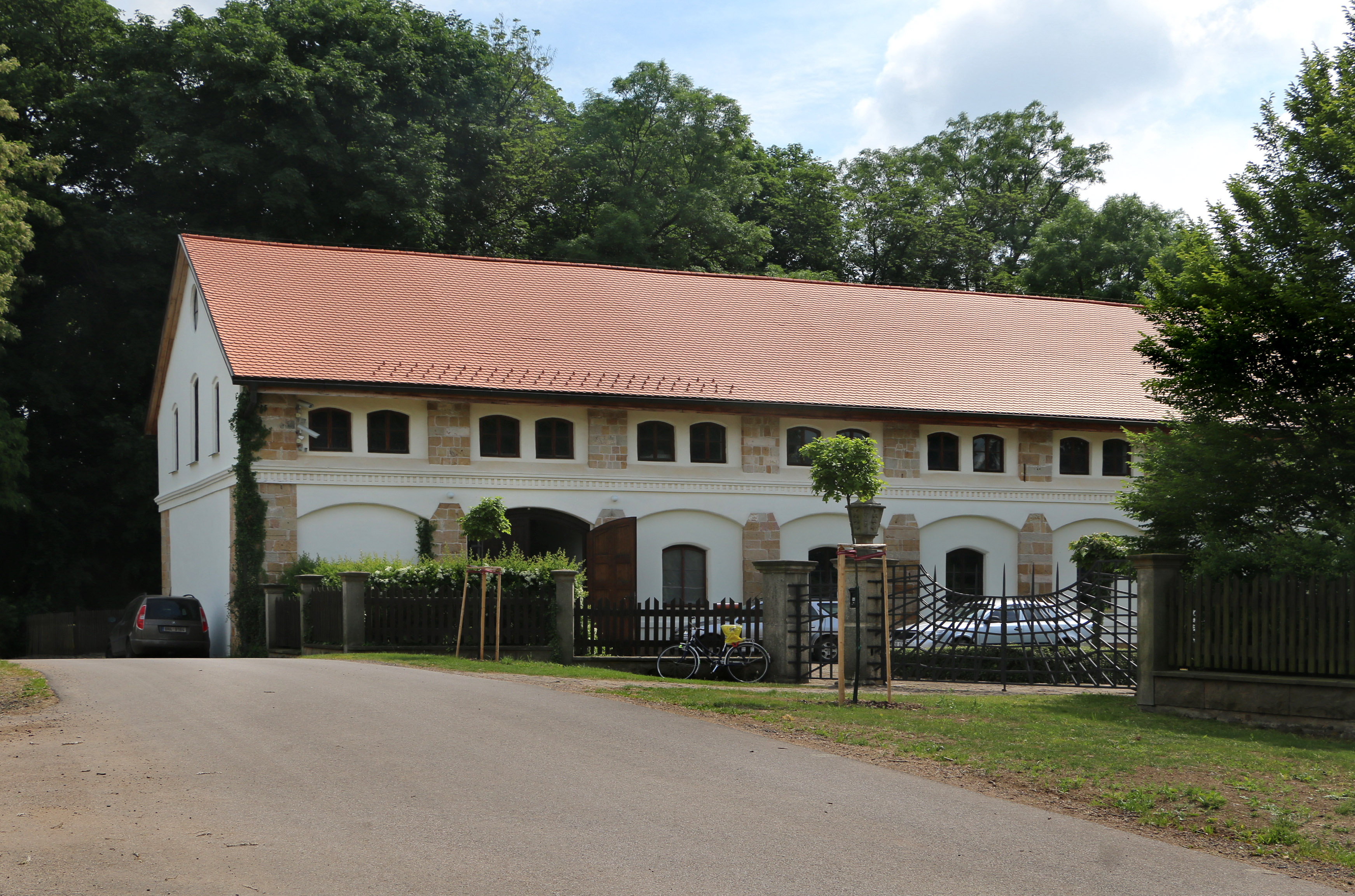
Hospodářské budovy zámku